# Bob Tinning
Robert »Bob« Noel Tinning, avstralski veslač, * 25. december 1925, † 19. maj 2001.
Tinning je za Avstralijo nastopil v osmercu na Poletnih olimpijskih igrah 1952 v Helsinkih, kjer je avstralski čoln osvojil bronasto medaljo. 